# Posições e métodos de bondage
Bondage no BDSM é a atividade de amarrar ou restringir pessoas utilizando equipamentos como correntes, algemas ou coleiras para o prazer erótico mútuo. De acordo com o Instituto Kinsey, 12% das mulheres e 22% dos homens respondem de forma erótica ao BDSM.
Diversas posições e métodos de bondage são utilizados no Bondage com corda e em outras atividades do BDSM. As cordas são um elemento comum nessas posições, embora alças, webbing, corrente, hook, algemas, spreader bar, coleiras, móveis comuns, estruturas especialmente construídas, diversas mordaças e monogloves também possam ser utilizados. As amarrações e atritos frequentemente são variantes do Bondage japonês, shibari e kinbaku, dos quais se originaram.

## Amarras de corpo inteiro

### Ball tie
A amarração em bola é uma posição de bondage em que a pessoa é imobilizada em uma posição em bola, com os joelhos encostados nos ombros. Uma posição em bola (também chamada de posição fetal) pode ser amarrada de forma apertada, de modo que as pernas também fiquem dobradas, com os calcanhares pressionando contra as nádegas; as pernas devem ser levantadas de forma que as Coxas fiquem pressionadas contra o Peito. Apertar as coxas firmemente contra o abdômen pode restringir a respiração.
As mãos podem ser amarradas tanto à frente quanto atrás das costas, sendo que a posição com as mãos atrás das costas é a mais comum. Se amarradas atrás, pode haver também um bondage de cotovelos, ou os braços podem estar em uma posição de oração invertida, com cordas ao redor dos braços e do tronco (ou braços e pernas) para mantê-los firmemente presos às costas. Se amarradas à frente, os braços podem ser atados abraçando as pernas, ou possivelmente com cada pulso atado ao cotovelo oposto.
Os tornozelos também podem ser atados juntos, assim como os joelhos. Normalmente, os tornozelos são atados às coxas em uma amarração de sapo.
Às vezes, o submisso utiliza Sapato de salto alto e tem cordas enroladas ao redor dos calcanhares e fixadas aos pulsos. Isso aumenta o impacto visual e deve ser utilizado como complemento a outras formas seguras de bondage. Sob tensão, os sapatos podem se soltar ou os calcanhares podem se quebrar. Quando amarrados dessa forma, os sapatos não podem ser removidos.
A cabeça pode ser puxada para trás de alguma forma, como no bondage de cabeça. Contudo, os puristas argumentam que isso vai contra a ideia de se amarrar em forma de bola. Alternativamente, a cabeça pode ser puxada para frente, forçando o queixo a pressionar contra o peito.
A posição pode ser restritiva e, ao mesmo tempo, estimulante. É confortável, permitindo que o sujeito permaneça nela por um bom tempo.
A amarração em bola é uma das posições possíveis no auto-bondage. Como a mobilidade é limitada, mecanismos adicionais de fuga independentes devem ser utilizados, além das precauções usuais de bondage.

### Hogtie bondage

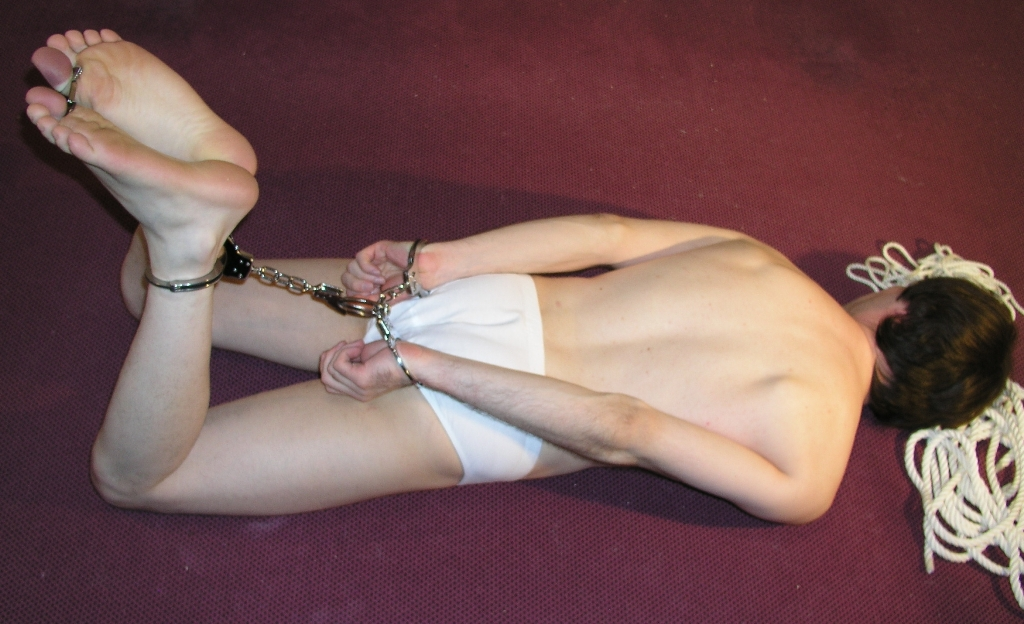
Um homem em amarração tipo hogtie utilizando algemas.

Bondage tipo hogtie requer que os quatro membros sejam amarrados juntos atrás das costas. Normalmente, envolve conectar os pulsos e tornozelos de uma pessoa atrás das costas utilizando algum tipo de restrição física como corda ou algemas, mas pode, em alguns contextos de BDSM, também referir-se à imobilização dos braços e pernas atrás das costas.
A amarração pode ser frouxa, com os tornozelos e pulsos com certa distância entre si, ou mais rigorosa, com os quatro membros amarrados juntos, mesmo com pulsos e tornozelos cruzados e apertados até os joelhos ou até um arnês de ombro.
Um hogtie clássico ocidental seria tornado mais rigoroso amarrando também os cotovelos e os joelhos.
Uma variação do hogtie envolve atar os pulsos amarrados às pernas em amarração de sapo, proporcionando ao dominante um acesso mais fácil à virilha do submisso para brincadeiras sexuais.

#### Segurança
A posição de hogtie coloca pressão sobre o abdômen da pessoa amarrada, o que pode criar dificuldade para respirar, conhecida como asfixia posicional. Deve-se ter cuidado para assegurar que a pessoa amarrada consiga respirar facilmente em todas as etapas da prática. Isso é particularmente importante se mordaças, coleiras ou corda forem utilizadas para criar uma amarração mais rigorosa.

### Crab tie

Amarração de caranguejo

Os pulsos do submisso são amarrados aos tornozelos, e os cotovelos presos aos joelhos. É uma posição restritiva, permitindo apenas a abertura e o fechamento das pernas e algum movimento de rotação.

### Amarração tipo camarão (ebi)

Amarração “ebi” do shibari – ou amarração tipo camarão

Uma amarração tipo camarão (海老責め, ebi-zeme) (também conhecida como ebi (海老) ou kuri (繰り)) é um tipo de bondage Kinbaku. É construída uma amarração no peito, como uma amarração em caixa. O participante senta-se de pernas cruzadas, e os tornozelos são atados juntos utilizando uma amarração de coluna única. A corda é passada em laço sobre o pescoço do participante (ou arnês torácico) e volta até os tornozelos; em seguida, é progressivamente apertada, trazendo os tornozelos até a cabeça.
Devido à posição forçada com o tronco inclinado para baixo, esta posição provoca uma sensação de queimação pelo corpo se o sujeito permanecer nela por muito tempo. Como os joelhos ficam amplamente afastados, a posição assemelha-se às pernas de um camarão.
A amarração tipo camarão teve origem há mais de 300 anos, em 1742, no Japão, como uma técnica de tortura e interrogatório.

#### Variações
- Os joelhos são amarrados para dentro para restringir ainda mais o movimento
- Os tornozelos são atados ao pescoço em vez de ao arnês torácico
- Todas as variações têm em comum a posição cruzada dos tornozelos

Amarração “gyaku ebi” do shibari

### Amarração tipo camarão invertida
Um Gyaku ebi: é construída uma amarração no peito, como uma amarração em caixa. O participante senta-se de pernas cruzadas, e os tornozelos são atados juntos utilizando uma amarração de coluna única. Em seguida, o participante é colocado de bruços, e a corda é passada dos tornozelos ao longo das costas, puxando-os e fixando-os às nádegas. Isso também é chamado de hogtie japonês.

### Arnês de corda

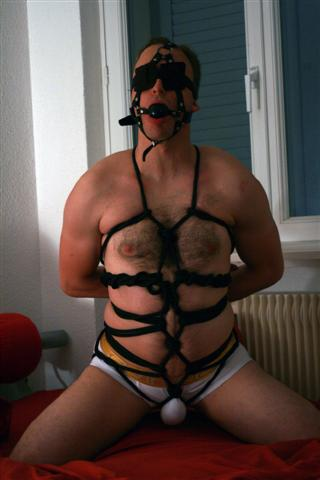
Homem amarrado de forma erótica com uma corda na virilha.

Um arnês de corda para bondage (por vezes referido como teia de corda, vestido de corda ou karada) é uma amarração que envolve a criação de uma estrutura intricada de corda ao redor do corpo, em um padrão complexo e similar a uma teia.
Um arnês de corda tem efeito semelhante a um arnês de bondage de couro, pois ambos normalmente não são utilizados para imobilizar uma pessoa, mas para aplicar pressão sobre a área amarrada e podem fornecer pontos de fixação para outras técnicas de bondage, incluindo Suspensão (bondage).
Um arnês de corda utiliza cerca de 10–15 m de corda e envolve múltiplas passagens da corda da frente para trás ao redor do corpo para formar o padrão característico em forma de diamante. Normalmente, inicia-se a partir de um arnês de corda (halter), onde uma corda dupla com quatro nós simples especificamente posicionados desce pelo corpo, sendo puxada de forma frouxa sob a virilha até a parte de trás do capuz cervical. Em seguida, passagens simples são feitas de trás para a frente, formando laços ou utilizando Munter hitch. Em alguns casos, o arnês pode se estender além do tronco, formando teias com padrão de diamante que se estendem ao longo dos braços ou das pernas.
Embora um arnês de corda normalmente não seja utilizado para imobilizar os membros, ele pode ser empregado para esse fim simplesmente passando ao redor dos braços em vez de por baixo. Um arnês pode ser utilizado com uma corda na virilha ou com um shinju (pérola) para bondage de seios.

#### Karada japonês
O termo japonês shibari significa simplesmente "uma amarração", enquanto kinbaku é uma amarração decorativa, cujo objetivo é produzir um belo padrão de corda ao redor do corpo.
O termo karada significa simplesmente "corpo". Tradicionalmente, fazia-se uma distinção entre kikkou (padrão de "casca de tartaruga"; hexagonal) e hishi (diamante) nas amarrações, embora muitas fontes modernas utilizem apenas o termo kikkou para se referir a qualquer arnês de corda para o corpo.

## Amarras da parte inferior do corpo

### Corda na virilha

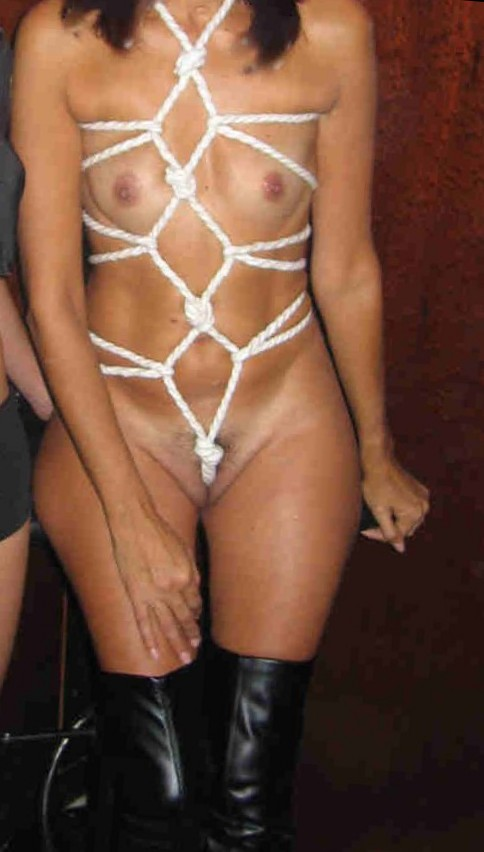
Mulher amarrada com uma corda na virilha

Uma corda na virilha (conhecida no Bondage japonês como Matanawa, Sakura  ou Sukaranbo ) é uma corda que passa entre os Lábios para aplicar pressão dolorosa ou prazerosa à vulva. A corda é ancorada ao ser amarrada na cintura. Geralmente, é feita de Cânhamo ou Juta, mas webbing, alças ou um arnês de bondage também podem ser utilizados. Às vezes, é combinada com outras técnicas de bondage, incluindo predicament bondage.

### Técnica

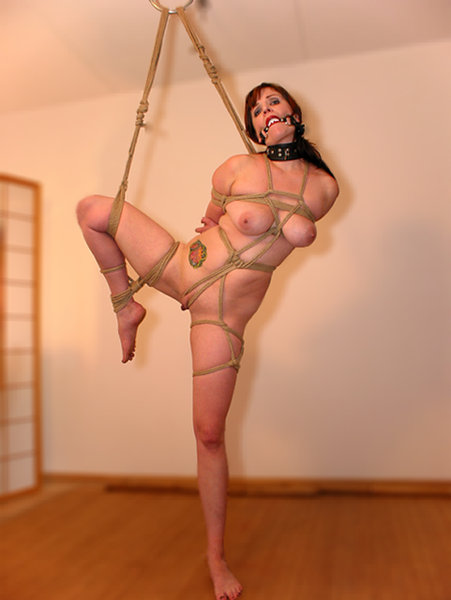
Bondage com corda em uma posição desconfortável. Envolve corda na virilha, bondage de seios, bondage de cotovelos, mordaça de boca, entre outras técnicas.

Uma corda na virilha pode consistir de uma única linha passando entre as pernas para estimular os genitais, ou de duas linhas correndo de cada lado, deixando-os expostos. No primeiro caso, a corda pode passar entre os lábios maiores ou mais profundamente pela fenda pudenda da vulva. Nós podem ser dados na corda para aplicar pressão específica no ânus ou no clitóris. Normalmente, a corda na virilha é fixada amarrando-a a uma corda na cintura, logo acima dos quadris, ou amarrando as duas extremidades a um ponto fixo. As cordas na virilha são frequentemente utilizadas em atividades de BDSM, especialmente em submissos femininos de dominação e submissão, mais comumente como parte do provocação e negação. Uma corda na virilha também pode ser combinada com a pose de donzela em perigo utilizada em filmes mudos, onde os braços são amarrados juntos atrás das costas, pelos cotovelos e pulsos, e as pernas são atadas juntas nos joelhos e tornozelos.

#### Variações
Para jogos de abrasão, se a corda não estiver amarrada na cintura, ela pode ser movida para frente e para trás entre os lábios, ou o sujeito pode ser feito a caminhar sobre ela.
As cordas podem ser enroladas firmemente ao redor da cintura e amarradas na frente, passadas por baixo dos genitais e, em seguida, puxadas para cima, atrás, e amarradas a outras cordas ao redor dos pulsos, funcionando também como aperto para tensioná-las ainda mais. Isso permite que a pessoa amarrada varie a pressão sobre os genitais (frequentemente causando estimulação sexual), em troca de uma liberdade de movimento reduzida. Se tal corda for puxada excessivamente, os pulsos e os braços terão muito pouca liberdade de movimento, principalmente quando combinados com o bondage de cotovelos, fazendo com que as mãos fiquem firmemente pressionadas contra as nádegas.

### Amarração de sapo

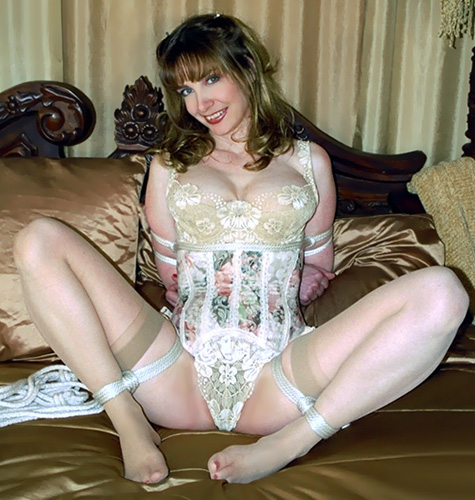
A posição de amarração de sapo é utilizada para facilitar o acesso aos genitais. Esta mulher está usando uma aba na virilha para aumentar a acessibilidade, para usos como trancamento e fricção.

A amarração de sapo é uma posição de bondage para a parte inferior do corpo, na qual as pernas da pessoa ficam completamente dobradas nos joelhos. Elas são amarradas separadamente, do tornozelo à coxa, e também logo atrás do joelho, lembrando a postura de um sapo agachado.
Os joelhos podem ser deixados livres, juntos ou amplamente afastados. Esta é a posição de partida para muitas outras amarrações.
Esta amarração coloca a pessoa em uma posição em que está vulnerável, mas não completamente imobilizada, podendo se mover, ainda que de forma desajeitada, rastejando. A amarração de sapo pode também ser utilizada como uma posição sexual restritiva ou como base para amarrações ainda mais rigorosas. Os pulsos da pessoa amarrada podem ser atados a um anel fixo por um comprimento arbitrário de corda, permitindo uma liberdade de movimento limitada enquanto impedem a fuga. Entusiastas do Kinbaku podem empregar uma amarração futumomo.
Os pulsos de cada lado são frequentemente atados à combinação de tornozelo e Coxa do mesmo lado, embora seja possível atar cada pulso ao tornozelo oposto, tornando a posição visivelmente mais rígida.
Em uma posição similar, os pulsos são simplesmente atados aos respectivos tornozelos. Contudo, essa posição não pode ser considerada totalmente como uma amarração de sapo, pois não cumpre a condição de "tornozelo à coxa amarrados".

### Posições das pernas
As pernas podem ser atadas juntas, às vezes descritas como a "posição virgem", ou separadas, conhecidas como "posição da vadia". O submisso pode estar de pé, ajoelhado, sentado ou com os joelhos levantados até o peito. A posição de pé pode ser relaxada, na ponta dos pés ou, no extremo, em en pointe.
Uma técnica comum no Bondage japonês é que a pessoa amarrada fique de pé sobre uma perna, enquanto o tornozelo da outra é atado à coxa da perna que está apoiada. Essa forma de bondage assimétrico, pela falta de equilíbrio, desorienta o sujeito.

### Posição de lótus
Alguns submissos mais flexíveis se sentem confortáveis sentados na Yoga na posição de lótus.

## Amarras da parte superior do corpo

### Amarração em caixa

Vista traseira da amarração em caixa básica

A amarração em caixa é uma técnica de imobilização do peito e dos braços superiores, que pode ser combinada com amarrações dos membros inferiores, compondo ou variando outras amarrações. Ambos os braços são mantidos paralelos atrás das costas por um suporte central e imobilizados por uma corda tensionada que conecta o ponto médio dos braços superiores.

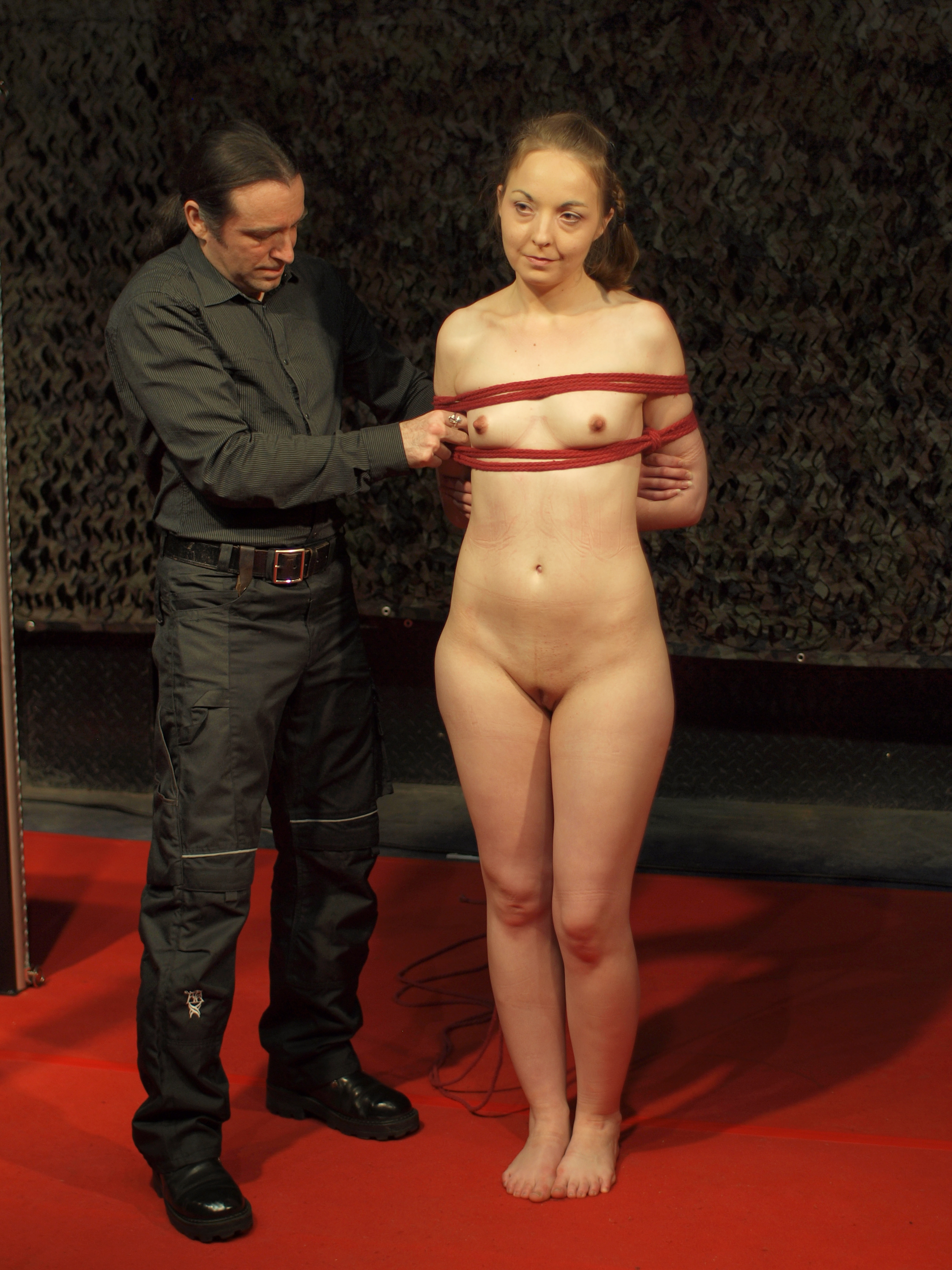
Um bondage rigger masculino demonstra à audiência como fazer uma amarração em caixa no BoundCon 2015, em Munique.

O TK wrap ou amarração em caixa do shibari, gote shibari, é uma amarração de coluna única da parte superior do corpo. Também é chamada de takate kote.
Os antebraços são posicionados paralelamente, elevados, atrás das costas. Esse é o ponto de partida para a amarração que possui uma corda superior que circunda o tronco e os braços logo abaixo dos ombros, retornando a um ponto central, criando um stem que se estende até os antebraços. Essa é a característica distintiva da amarração em caixa. Uma corda inferior circunda os braços e o tronco, no ponto médio entre a corda superior e o cotovelo, voltando a se unir ao stem.
TK wraps são utilizados na Suspensão (bondage), e se as cordas estiverem mal posicionadas, o peso do corpo pode comprimir o nervo radial, levando à condição grave e possivelmente irreversível conhecida como wrist drop. Não existe uma posição absolutamente segura para o envolvimento superior; o espaço médio entre os músculos tríceps e deltoide é o mais problemático.

#### Variantes
A amarração em caixa cruzada substitui a corda superior por uma que passa sobre o ombro e retorna por baixo do braço oposto, invertendo a tensão e, em seguida, repetindo sobre o outro ombro.
Uma alternativa mais extenuante é a amarração com os cotovelos juntos, que pode levar a um strappado, ou a posição de oração invertida, onde os braços são amarrados sobre (Hasenohren) ou na forma de "orelhas de coelho", sendo outro método de restringir as mãos.
O Star Harness restringe os braços. Há também o Pentagrama (Star Harness).

### Bondage de seios

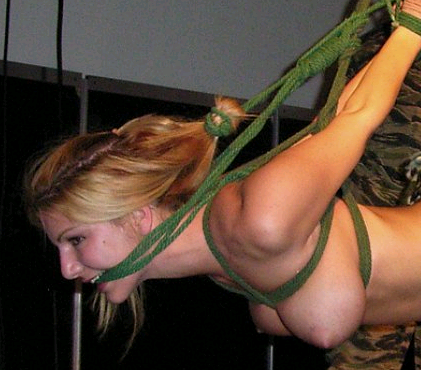
Vista lateral do bondage de seios no BoundCon, Alemanha, 2008

O bondage de seios é uma técnica de bondage que envolve amarrar uma corda ao redor dos seios de uma mulher em um padrão visualmente intricado e decorativo. Geralmente utiliza-se corda, mas também podem ser empregados webbing, alças, um arnês de bondage ou fita de bondage.
O bondage de seios frequentemente foca nos aspectos decorativos, estéticos e eróticos do resultado, e não na imobilização da sujeita. Contudo, pode ser combinado com outras técnicas que restringem a mobilidade e fornecem pontos de fixação para outras brincadeiras de bondage, como a corda na virilha e a tortura de seios. Assim, pode ser utilizado como expressão de dominação e submissão bem como um kink estético.

#### Técnica
O bondage de seios pode ser aplicado sobre roupas ou diretamente na pele, podendo ser usado sob roupas ou à mostra. A página Predefinição:Fraction/styles.css não tem conteúdo.1⁄4 inch (0,6 cm) de corda, fita ou tiras de couro podem ser empregados.
A técnica básica, às vezes conhecida como circulação, envolve amarrar cordas na base dos seios, fazendo-os se projetarem para fora. Normalmente, utiliza-se um único comprimento de corda para amarrar ambos os seios, de modo que o arnês se mantenha unido na parte frontal. A corda pode ser fixada atrás das costas, formando uma espécie de sutiã. A técnica é mais adequada para seios de tamanho C cup ou maiores.
Outra técnica consiste em colocar uma corda ao redor do tronco logo acima dos seios e outra logo abaixo, em seguida, empurrá-las juntas para apertar os seios de cima e de baixo. Uma corda também pode ser passada sobre os ombros e entre os seios, puxando-a para unir as partes superior e inferior, e depois retorná-la sobre os ombros até os nós na parte de trás. A corda principal pode ser utilizada para fazer aperto entre os braços e o corpo.

#### Shinju
Shinju é uma técnica tradicional japonesa de bondage de seios, na qual uma corda é amarrada acima, abaixo e entre os seios, formando também um arnês sobre os ombros e ao redor do pescoço.
O termo Shinju (do japonês 真珠, que significa pérola) é um eufemismo para referir-se à amarração dos seios femininos. Tem sido popularmente afirmado que "shinju" é um termo japonês autêntico para um "arnês de biquíni". Contudo, nenhuma amarração denominada "shinju" é encontrada no kinbaku histórico ou atual.
A forma básica ou fundamental do kinbaku para amarrar braços e seios é conhecida como o Ushiro Takatekote, que consiste em amarrar os braços atrás (ushiro) das costas, em uma posição de braços em caixa (takate kote). Essa amarração básica, originalmente encontrada na arte marcial samurai do hojōjutsu (捕縄術) ou Nawajutsu (縄術), evoluiu para seu uso erótico no final do século XIX e início do século XX, e é a base para a maioria das outras amarrações de kinbaku.

#### Combinação com outras técnicas
Às vezes, o bondage de seios é combinado com outras técnicas. Por exemplo, os braços da mulher podem ser amarrados atrás das costas, em uma amarração de cotovelos ou em caixa, ou na posição de oração invertida. Quando combinado com o bondage de seios, os braços imobilizados forçam o peito e os seios a se projetarem ainda mais. Ao combinar os dois, as cordas podem unir as passagens acima e abaixo dos seios, pelos lados, à medida que cruzam sob os ombros e atrás do pescoço, fazendo com que a corda envolva efetivamente os seios.
O bondage de seios pode desempenhar um papel integral na Suspensão (bondage). Se o sujeito estiver sendo suspenso, particularmente em uma posição horizontal, como em um hogtie suspenso, o bondage de seios funciona como a principal área de suporte sob o peito.

### Posições dos braços
Para descrever uma amarração, desenvolveu-se um vocabulário próprio. Quando os braços estão cruzados sobre o peito, como uma múmia – essa é a posição egípcia; se tocam os ombros opostos, é a posição double‑V.
Quando ambos os pulsos são presos juntos atrás da cintura, trata-se de um strappado. Quando um pulso é puxado para trás até o ombro oposto, tem-se um hammerlock.
Quando os pulsos estão à frente do corpo e os cotovelos amarrados com uma barra separadora atrás, essa é a posição de garçonete. As mãos podem ficar na cabeça, ou atrás do pescoço ou em uma amarração sobre os braços. Podem ainda ficar nas solas dos pés, nos tornozelos, ou ser dispostas de diversas outras formas.

### Amarração cativa
Uma amarração cativa ou amarrado sobre os braços (Kotobu Ryo-tekubi) é uma posição de bondage na qual os pulsos da pessoa são presos atrás da cabeça utilizando algum tipo de restrição física, como corda ou algemas, às quais é anexado um comprimento de corda, corrente ou alça, cuja outra extremidade é fixada a um cinto na cintura ou a outro ponto de ancoragem.

Uma amarração sobre os braços

Quem pratica Bondage com corda vê essa amarração como de curto prazo ou temporária, para restringir o submisso enquanto se desloca para outro ambiente, ou como uma amarração introdutória de aquecimento. Não é inescapável. Essa simples amarração sobre os braços é, por vezes, utilizada nos preliminares sexuais e em jogos de cócegas, impedindo o submisso de proteger suas áreas sensíveis.
Os pulsos são atados juntos na frente com uma amarração de dupla coluna. Em seguida, são levados sobre a cabeça, e a corda desce pelo centro das costas. Ela é passada ao redor da parte inferior do peito e enlaçada sobre si mesma; invertida, a corda é apertada e centralizada, retornando à frente do peito e travada no centro das costas. Uma corda extra pode ser passada até os pulsos para aumentar a tensão. Para que a amarração se torne permanente, a tensão é reduzida e uma corda adicional é passada entre os braços superiores, fechando o espaço sob os cotovelos.
A amarração sobre os braços pode integrar amarrações mais complexas. Por exemplo, a corda das costas pode ser passada entre as pernas e fixada na frente, formando uma corda na virilha. Os pulsos podem ser atados aos braços superiores com a tensão desejada – desde uma amarração frouxa até uma rígida, em que os pulsos quase toquem os braços. Essa amarração pode ser combinada com outras técnicas que restrinjam ainda mais a mobilidade, como o bondage tipo hogtie, a amarração de sapo ou a amarração tipo camarão para as pernas, ou fixando os pulsos a uma estrutura fixa. Nessa posição, os cotovelos ficam para fora, ao nível da cabeça, com as mãos amarradas atrás da cabeça.[carece de fontes?]

### Ombrear o rifle
Teppō shibari (japonês: 鉄砲縛り)

Posição "shouldering the rifle"

Trata-se de uma amarração de braço assimétrica, em que um braço é levado para trás das costas e o outro passado sobre o ombro.

### Oração invertida

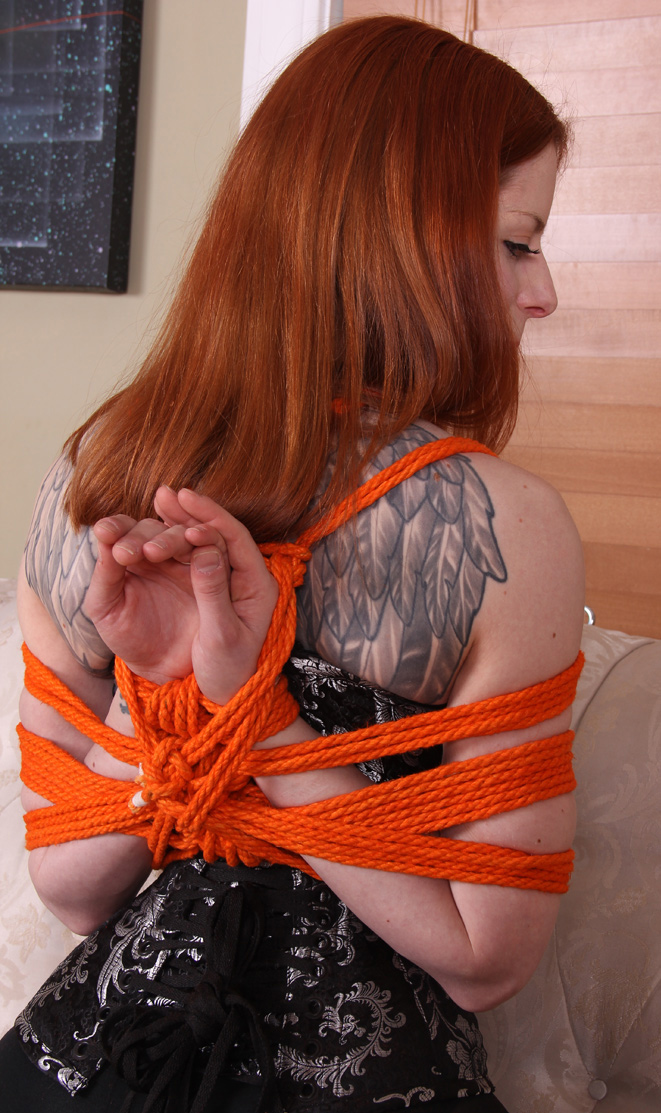
Uma imobilização em oração invertida

A posição de oração invertida, técnica utilizada no BDSM, consiste em imobilizar os braços amarrando-os atrás das costas, com as mãos posicionadas entre os ombros, dedos estendidos e palmas se tocando. Os pulsos são amarrados juntos. É semelhante à posição tradicional de oração, porém com os braços atrás da pessoa imobilizada, impedindo o uso dos membros superiores. Quem está nessa posição pode necessitar de monitoramento cuidadoso, pois muitos a acham dolorosa com o tempo, podendo ocorrer câimbras.
Para imobilizar ainda mais os braços, cordas ou uma alça são frequentemente colocadas ao redor dos braços e do tronco, pressionando-os contra as costas. Em mulheres, isso pode ser convenientemente associado a cordas para o bondage de seios. Outra técnica é fixar cordas dos cotovelos a um cinto ou a outras cordas ao redor do corpo.
Na ficção de bondage, pessoas nessa posição às vezes são forçadas a manter os cotovelos encostados, transformando-a em uma forma de bondage de cotovelos. Poucas pessoas conseguem adotar essa posição sem deslocamento dos ombros, embora seja possível, para alguns, pressioná-los levemente e amarrá-los nessa configuração.
A posição de oração invertida (sem qualquer amarração) também é utilizada em alguns exercícios de Ioga.

### Bondage de cabeça

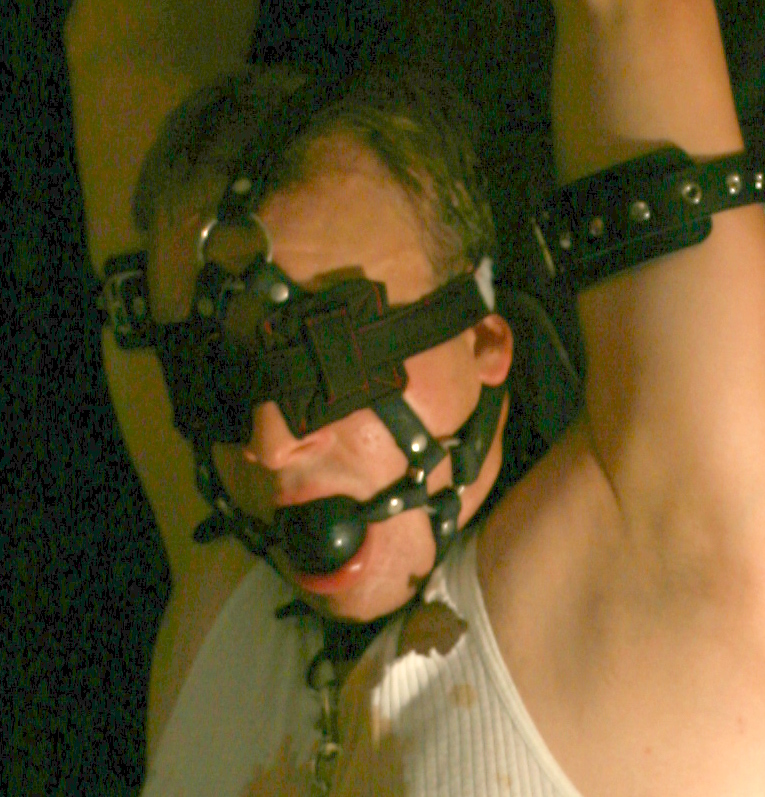
Um homem usando um arnês de cabeça com uma venda, uma Mordaça de bola e um colar para o pescoço.

Bondage de cabeça, no contexto do BDSM, inclui todas as técnicas utilizadas para exercer controle sobre a cabeça do sujeito. Pode referir-se a uma ou várias técnicas:
- Pode referir-se ao uso de corda ou outro material para alcançar o controle da cabeça. Em particular, pode referir-se a puxar a cabeça para trás por meio de bondage de cabelo ou de uma corda presa à parte de trás ou ao topo de um capuz ou arnês de cabeça. Também é possível utilizar uma corda presa a uma venda ou mordaça, mas isso costuma ser menos seguro e pode causar pressão excessiva sobre uma pequena área do rosto; em particular, com uma mordaça, os cantos da boca podem ser lesionados.
- Pode referir-se ao enclausuramento da cabeça em um Capuz de bondage, um arnês de cabeça (um dispositivo composto por alças interligadas, projetado para circundar a cabeça humana), uma caixa, ou ao uso de um dispositivo como o Scold's bridle (também conhecido como branks). Um arnês de cabeça pode incluir uma Venda e/ou mordaça. O enclausuramento pode incluir ou ser complementado por um colar de postura largo e rígido ao redor do pescoço para restringir o movimento da cabeça.[39]

As alças de um arnês de cabeça geralmente são fixadas por Fivelas que se prendem na parte de trás da cabeça. Os arnês de cabeça são mais comumente utilizados para fornecer pontos de ancoragem para segurar vários tipos de mordaças, tais como Mordaça de bola, Mordaça de bico, Mordaça de focinho e Mordaça de anel, embora também tenham outros usos, como fornecer pontos de fixação para outras formas de bondage, ou podem ser empregados simplesmente pelo seu efeito psicológico. Os arnês de cabeça podem também funcionar como mordaça por si próprios, restringindo a capacidade de abrir a boca, ou possuir uma cobertura bucal como parte integrante.

## Amarrações a pontos de ancoragem

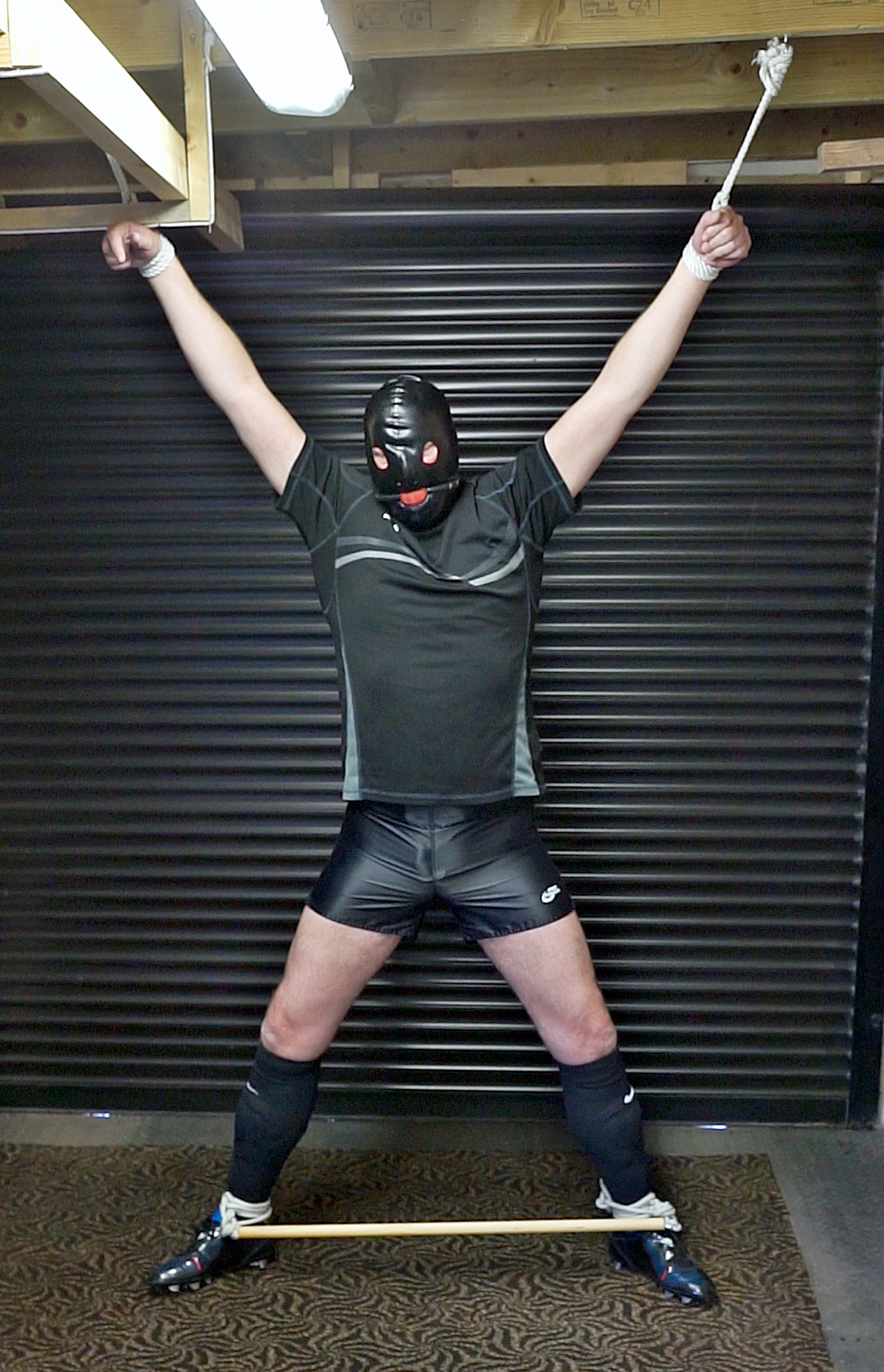
Um modelo masculino contido em um spread eagle de pé com cordas.

### Posição de águia espalhada

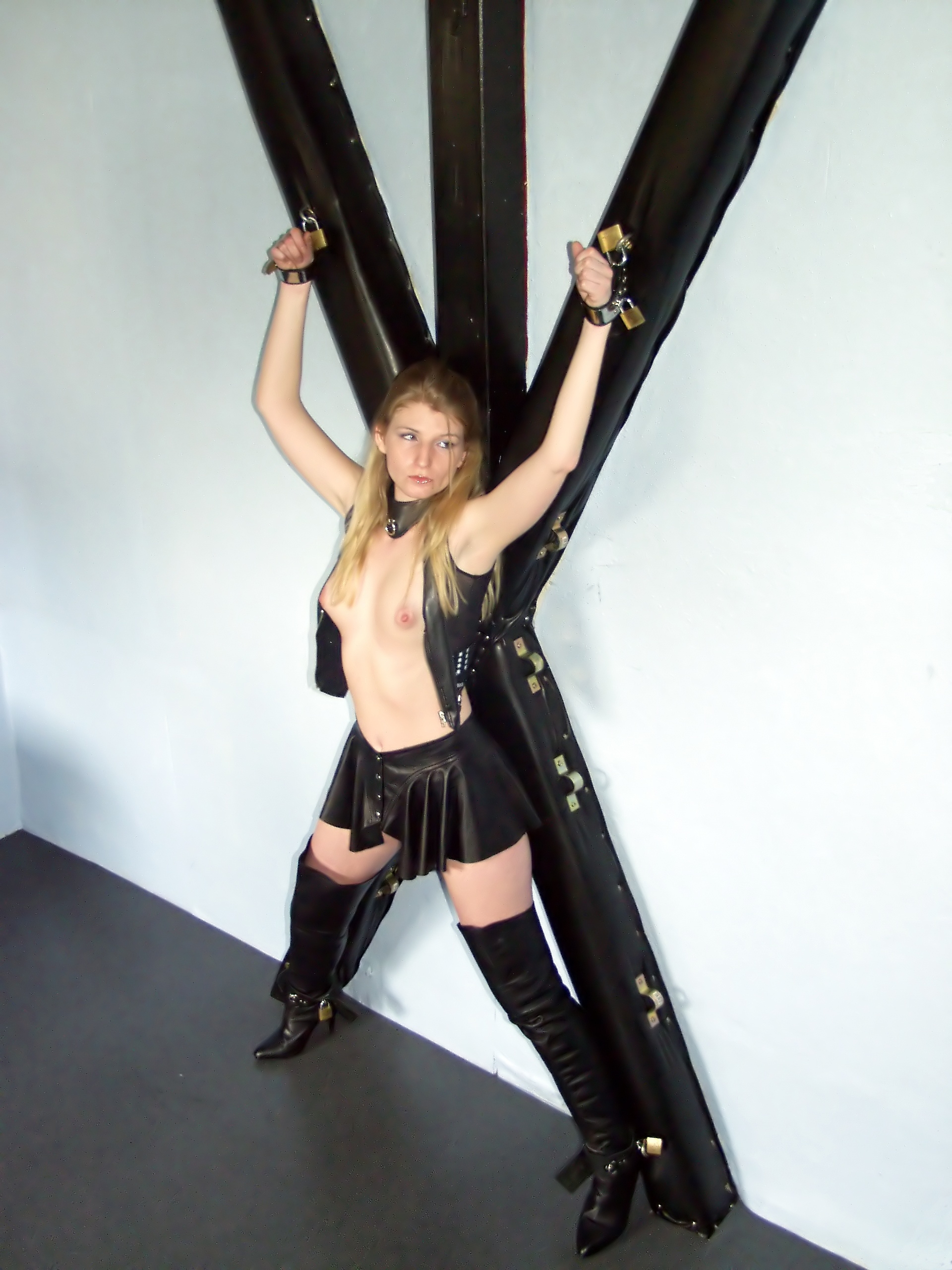
Cruz de Santo André em uso

A Posição de Águia Espalhada também é empregada como posição de bondage em jogos BDSM, às vezes de forma horizontal, outras vertical e até invertida. Trata-se de uma posição confortável, em que o submisso se deita de costas, com os quatro membros presos ao mobiliário. Deitado de bruços seria chamado de posição prona. As amarrações podem ser frouxas, permitindo movimento, ou mais severas. A posição permite acesso total à parte frontal, mas nenhum acesso à parte traseira, o que exclui jogos de palmadas. A penetração é limitada pelo baixo ângulo.

### Cruz de Santo André
Uma posição de spread eagle em pé ou suspensa pode ser alcançada utilizando equipamentos como uma Cruz de Santo André ou com Barra de espalhamentos, ou ainda por meio de cordas ou correntes fixadas em diferentes pontos de ancoragem. Como técnica de Humilhação erótica, força os sujeitos a exporem seus genitais e a fornecer acesso à virilha, à região inguinal ou anal.

### Mobiliário de bondage
Mobiliário especializado para bondage com pontos de ancoragem é fabricado. Engloba gaiolas, estruturas, bancos, cadeiras e mesas. Mobiliário doméstico padrão pode ser discretamente adaptado. Por exemplo, uma cama pode ser adaptada utilizando um kit de restrições; cintas de tecido acopladas a algemas de couro são colocadas sob o colchão. Uma cadeira com encosto em forma de escada oferece pontos de ancoragem para amarrar as pernas para cima ou para trás.

## Strappado

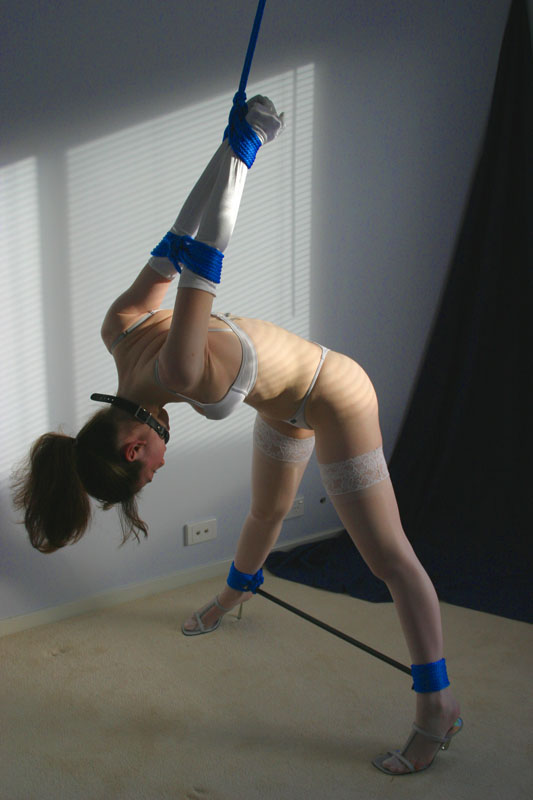
Strappado com Barra de espalhamento e bondage de cotovelos

O bondage em strappado é um termo que descreve uma posição e técnica utilizadas em jogos BDSM. Os braços da pessoa são amarrados atrás das costas e, em seguida, por meio de algum método de fixação – como uma corda ou corrente que se estende dos pulsos até um ponto de ancoragem acima –, são levantados, forçando a pessoa a se inclinar para a frente. Embora a posição de bondage em Strappado seja considerada uma forma de jogo BDSM, ela compartilha os seus princípios básicos de restrição com métodos de tortura e, portanto, pode facilmente se transformar nisso se não for praticada com segurança.

### Técnicas
Os diferentes estilos de amarração em strappado podem ser resumidos da seguinte forma, podendo ser combinados com cordas na virilha e bondage de seios, mordaças ou Vendas. A técnica exata utilizada está muito relacionada ao propósito de empregar esta posição no jogo BDSM:
- Pernas afastadas – Barra de espalhamento ou pontos de fixação[47]
- Pernas juntas
- Joelhos amarrados juntos e tornozelos afastados
- Cotovelos atados / não atados (ver também Amarrador de braços)
- Corda ao redor do pescoço/colar puxando para baixo para forçar uma maior inclinação (por razões de segurança, é importante assegurar que não haja pressão na parte frontal do pescoço)
- Bondage de cabelo ou outro bondage de cabeça para puxar a cabeça para trás[47]

Isso reduz intencionalmente a capacidade do sujeito de resistir, uma vez que o corpo é colocado em uma posição desconfortável e qualquer tentativa de se mover pode resultar na perda de equilíbrio. Como consequência, o sujeito opta por não se mover por receio de cair.
Cria-se um senso de vulnerabilidade na mente do sujeito ao expor suas nádegas e área genital.
Quando os cotovelos estão atados juntos, mesmo para um sujeito muito flexível, é raramente possível fazê-los se tocarem, pois, ao elevar os braços para uma posição horizontal, as articulações dos ombros se deslocam para uma posição diferente, impedindo o movimento usual que ocorreria ao aproximar os cotovelos. Independentemente disso, qualquer bondage de cotovelos, mesmo que leve, aplicado dessa maneira pode aumentar severamente a tensão e a dor.
O uso de bondage de cabeça permite que a cabeça do sujeito seja puxada para trás, de modo que fique voltada para a frente, em vez de pender em direção ao chão, e é frequentemente empregado para fazer o sujeito realizar sexo oral. Além da restrição provocada por isso, se for utilizada uma Mordaça de anel adequada, o sujeito pode sentir-se cada vez mais exposto à penetração e, como a cabeça fica voltada para baixo, pode ocorrer até salivação excessiva.
A reação normal do sujeito é aumentar a inclinação para a frente à medida que os braços são levantados. Ao elevar os braços além de um ponto crítico, pode tornar-se muito difícil ou até fisicamente impossível continuar sem que o sujeito se levante do chão, forçando-o a ficar mais ereto e aumentando a tensão nas articulações dos ombros. O sujeito também pode ser fixado, por exemplo, a uma estrutura, e cordas ou correntes podem ser utilizadas em substituição a outros dispositivos de bondage. Ao imobilizar completamente o corpo do sujeito, a pessoa na posição dominante pode exercer controle total e preciso sobre a tensão e a dor experimentadas.

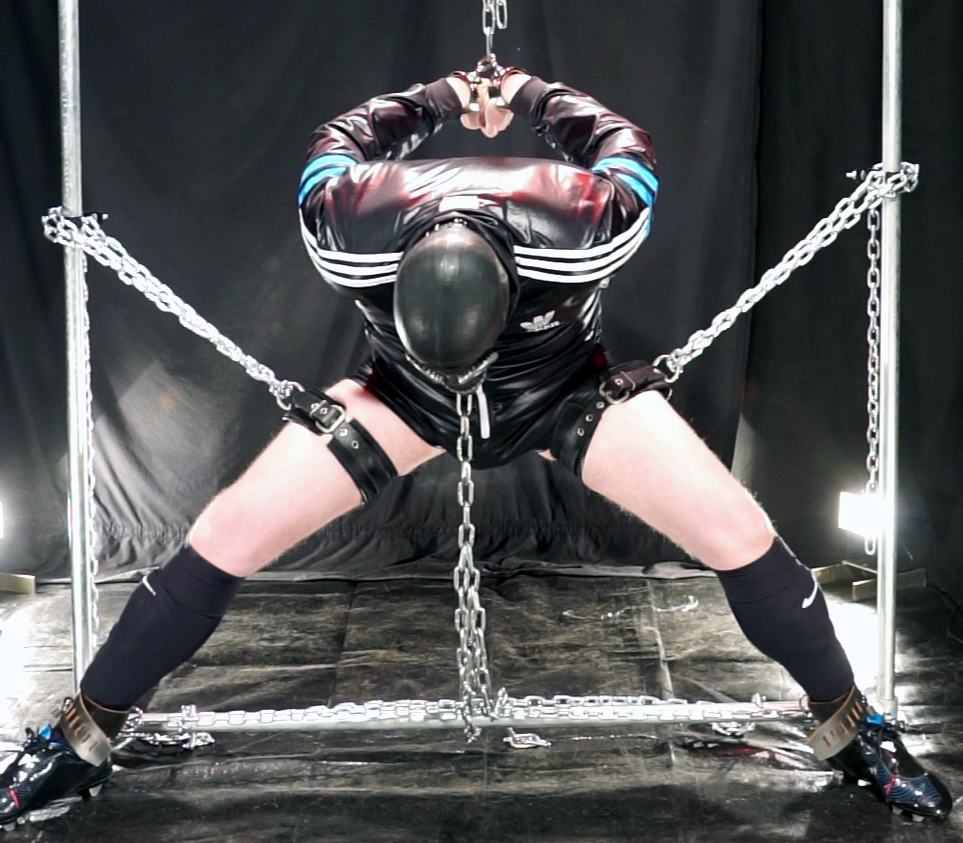
Um strappado em cadeia, com as pernas muito afastadas e corrente adicional no pescoço.

Uma forma de Bondage de predicamento é amarrar um pé do sujeito à coxa oposta ou a outra parte do corpo, de modo que ele precise se concentrar para não causar mais dor. Seus braços são elevados a um ponto em que ele precisa ficar na ponta dos pés. Para aliviar a dor no pé, deve abaixar o corpo, o que acarreta mais dor nos ombros. Para aliviar a dor nos ombros, ele deve permanecer na ponta dos pés, causando mais dor no pé e na perna. Outra variação é amarrar o pé do sujeito a uma parte do corpo de outro sujeito, permitindo que alivia sua própria dor, mas aumentando a dor do outro sujeito.
Com os seios voltados para o chão, o uso de Prendedor de mamilos, possivelmente com pesos acoplados, pode ser empregado para estimular o sujeito com mais dor.
O bondage em strappado é mais comumente utilizado com os pés do sujeito no chão. Muito raramente alguém emprega essa técnica com os pés suspensos, devido à dor e, possivelmente, a lesões graves que isso pode ocasionar.
Devido à dificuldade de se manter nessa posição, esse tipo de jogo BDSM não permite longos períodos de imobilização. Seu uso principal é para a prática sexual com o sujeito amarrado. Enquanto imobilizado dessa forma, o sujeito fica exposto à utilização de diversas ferramentas, como floggers, chicotes, entre outros, além de palmadas gerais. Essa posição também pode ser empregada para a relação sexual ou para o uso de vibradores e/ou dildos a fim de estimular a pessoa imobilizada.

### Precauções e segurança
Esta posição de bondage também é utilizada como forma de tortura; por isso, são adotadas medidas para garantir que o sujeito amarrado nessa posição não seja levado além de suas capacidades físicas. Qualquer posição que coloque os membros em uma postura extrema e os mantenha assim por um período prolongado pode resultar em danos — às vezes permanentes — mesmo para as pessoas mais flexíveis. É possível, embora muito raro, que iterações extremas dessa posição causem asfixia, pois ficar suspenso dessa forma pode comprimir os pulmões e ocasionar dificuldade respiratória. Portanto, trata-se de uma técnica que deve ser realizada com a segurança sempre em primeiro plano.

## Suspensão

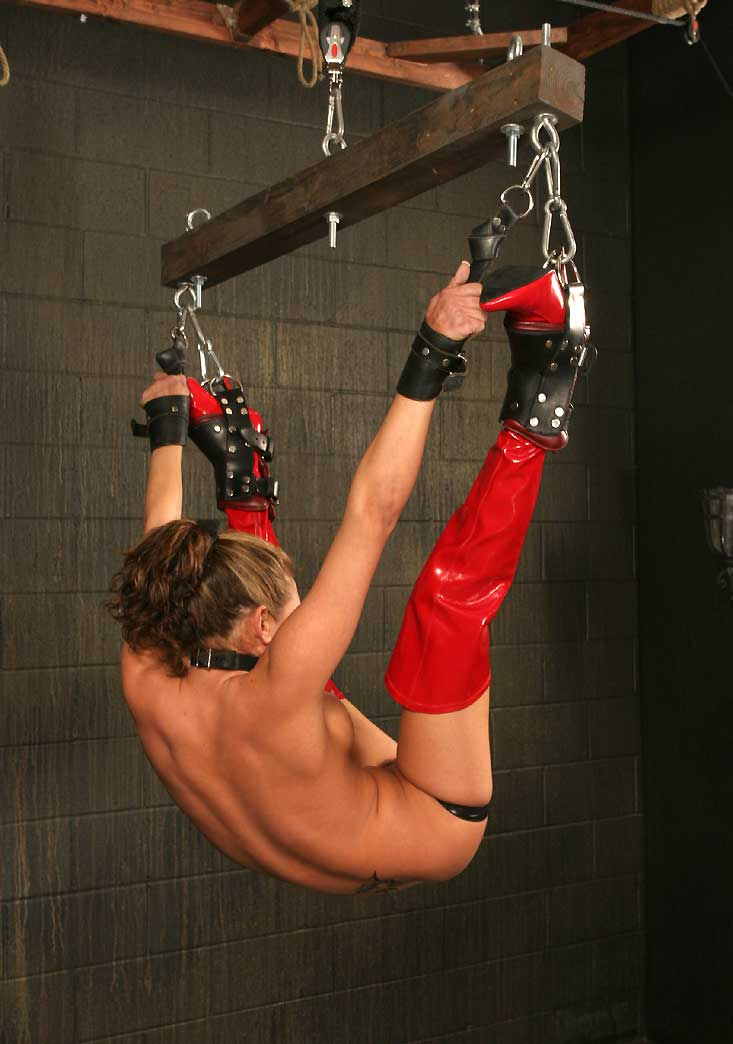
Suspensão horizontal, rosto para cima

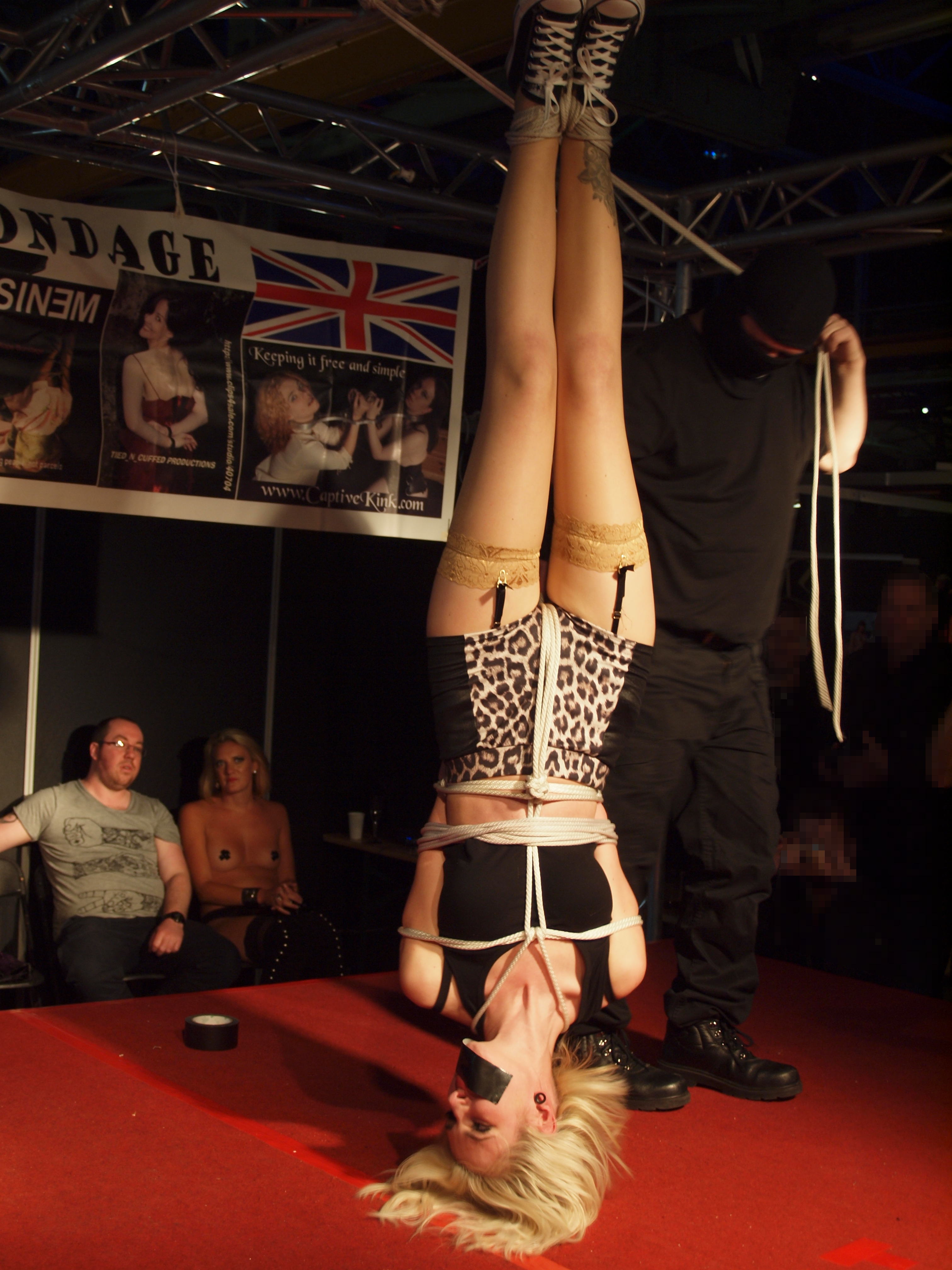
Suspensão vertical invertida

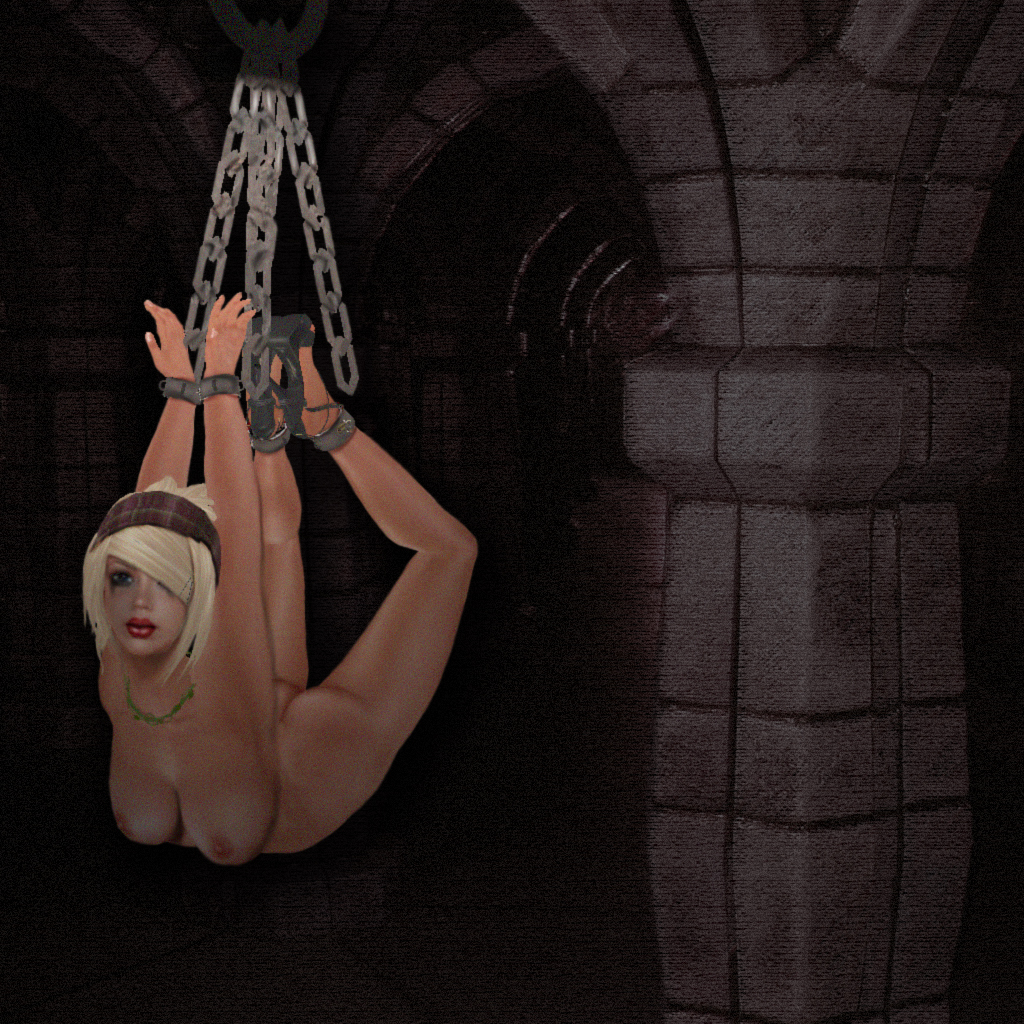
Arte fetichista mostrando suspensão horizontal, de bruços.

O bondage suspenso é uma forma de bondage sexual em que uma pessoa amarrada é pendurada em um ou mais pontos de suspensão elevados. O bondage suspenso é considerado de risco maior que outras formas de bondage sexual, havendo, por isso, grande atenção à segurança.
Na suspensão parcial, a pessoa é amarrada de forma que parte do seu peso seja suportado por cordas, cabos ou correntes de suspensão. A posição clássica de suspensão parcial é aquela em que a pessoa se equilibra sobre um pé, com parte do seu peso sustentado por um arnês torácico e o outro pé puxado para cima em alguma direção. Uma pessoa deitada sobre a parte superior das costas, com as pernas amarradas para cima a um ponto de suspensão que eleva a região lombar, também se enquadra como suspensão parcial.
Na suspensão total, a pessoa é completamente sustentada por cordas, cabos ou Correntes, não tendo contato com o solo. A posição do corpo em uma suspensão total pode ser horizontal, vertical ou invertida; limita-se apenas pela resistência do sujeito e pela habilidade do amarrador.
Um pequeno grupo pratica a auto-suspensão.

## Corda e nós
O metal pode ser utilizado para amarrações de bondage com Algemas de metal, Amarras para pernas e barras de espalhamento. A corda utilizada para o Bondage japonês é feita de fibras naturais, como o Cânhamo; é preparada por fervura para torná-la macia, mas é áspera e adere a si mesma – há muita fricção, fazendo com que os nós se mantenham firmes.
As duas amarrações básicas são a Amarração de coluna única, em que a "coluna" pode ser o final de um membro ou um ponto de fixação, e a Amarração de duas colunas, que pode ser utilizada para imobilizar dois membros. Todas começam com um nó básico e terminam com a fixação das pontas soltas.

## Perigos e precauções de segurança
Há conselhos básicos sobre as precauções a serem tomadas em uma sessão BDSM. Isso inclui nunca deixar o sujeito amarrado sozinho, jamais realizar a prática sob a influência de álcool ou drogas e sempre ter uma tesoura de corte pronta para, em caso de emergência, cortar a corda.
- Restrição do fluxo sanguíneo. Os sintomas são dormência, queda de temperatura e alteração na coloração. Isso ocorre gradualmente e os danos aos tecidos se manifestam lentamente; se notados e tratados rapidamente, danos permanentes são improváveis.

O mais comum é o retorno venoso comprometido, pois as veias estão mais próximas da superfície. A pele fica vermelha e, depois, roxa. Isso é evitado pela regra dos dois dedos, segundo a qual a amarração deve estar folgada o bastante para que dois dedos possam ser inseridos sob a corda. Essa condição torna-se perigosa na região da cabeça e dos genitais masculinos.
Fluxo arterial comprometido, embora difícil de ocorrer, é mais perigoso e resulta na palidez do membro.
- Danos nervosos são mais graves, ocorrem muito rapidamente, são cumulativos e frequentemente irreversíveis. Os praticantes de bondage devem conhecer a localização dos nervos e posicionar a corda para evitá-los. Os sintomas são dor, dormência ou perda de sensibilidade.

O Nervo cutâneo femoral lateral na perna e o Nervo radial na região médio-superior do braço são locais comuns de lesão nervosa. Os joelhos, cotovelos, virilha e axilas são áreas onde artérias, veias e nervos importantes estão próximos à superfície e devem receber apenas pressão moderada.
- A Asfixia é causada pela restrição das vias aéreas ao redor do pescoço e pela compressão dos pulmões.[52]
- Trauma por suspensão, que pode levar a tontura, náusea ou desmaio.
- Lesões de impacto decorrentes de quedas.[52]